# 6072 Hooghoudt
A 6072 Hooghoudt (ideiglenes jelöléssel 1280 T-1) a Naprendszer kisbolygóövében található aszteroida. Cornelis Johannes van Houten,  Ingrid van Houten-Groeneveld,  Tom Gehrels fedezte fel 1971. március 25-én.